# Eucalyptus subcaerulea
Eucalyptus subcaerulea är en myrtenväxtart som beskrevs av Kenneth D. Hill. Eucalyptus subcaerulea ingår i släktet Eucalyptus och familjen myrtenväxter. Inga underarter finns listade i Catalogue of Life.